# Otó III de Schweinfurt
Otó III († 28 de setembre de 1057), dit el Blanc i conegut també com a Otó de Schweinfurt, fou marcgravi del Nordgau (1024-1031) i duc de Suàbia (1048-1057).

## Biografia
Era el fill d'Enric de Schweinfurt, marcgravi del Nordgau i de Gerberga d'Henneberg.
Era un dels més poderosos prínceps de la Francònia oriental per herència. Posseïa extensos territoris al Radenzgau i Schweinfurt. Apareix el 1014, inicialment com a comte de la regió de Baixa Altmühl (o Kelshau) i, el 1024, va heretar del seu pare. El 1034, va esdevenir comte del Baix Naab i després de l'Alt Naab el 1040. Fins que fou designat duc de Suàbia, va participar en diverses expedicions imperials a Bohèmia, Hongria i Polònia.
A Ulm el gener 1048, l'emperador Enric III el va designar duc de Suàbia després d'un breu lapse de temps a la mort d'Otó II. Lleial a Enric, va ser promès el 1035 a Matilde, filla de Boleslau I de Polònia, però va desistir a favor d'un matrimoni amb Ermengarda, una filla d'Ulric II de Torí, marcgravi de Torí, per tal d'omplir els plans d'Enric a Itàlia. El seu regnat va coincidir amb un període de pau i va morir després de nou anys de govern. Va ser enterrat a Schweinfurt.

## Família
Del matrimoni amb Ermengarda († 29 abril de 1078), va tenir:
- Bera († 1103), casada en principi amb Hermann II, comte de Kastl, i després amb Frederic, comte de Kastl
- Gisela, hereva de Kulmbach i Plassenbourg, casada amb Bertold III, comte d'Andechs

- Judith († 1104), casaa en primeres noces amb Conrad de Bonnegau († 1055), duc de Baviera i senyor de Zutphen, i en segones noces amb Botó, comte de Pottenstein

- Eilika, abadessa de Niedermünster

- Beatriu (1040-1102), hereva dels Schweinfurt, casada amb Enric II, comte d'Hildrizhausen i marcgravi del Nordgau

| 909 | 909       | 911       | 911 | 915 | 915       | 917       | 917        | 926        | 926      | 950      | 950    | 954    | 954         | 973         | 973   | 982   | 982      | 997      | 997 |
|     | Burcard I | Burcard I | —   | —   | Erchanger | Erchanger | Burcard II | Burcard II | Herman I | Herman I | Ludolf | Ludolf | Burcard III | Burcard III | Otó I | Otó I | Conrad I | Conrad I |     |

| 997 | 997       | 1003      | 1003       | 1012       | 1012     | 1015     | 1015      | 1030      | 1030      | 1038      | 1038      | 1045      | 1045   | 1048   | 1048    | 1057    | 1057   | 1079   | 1079 |
|     | Herman II | Herman II | Herman III | Herman III | Ernest I | Ernest I | Ernest II | Ernest II | Herman IV | Herman IV | Enric III | Enric III | Otó II | Otó II | Otó III | Otó III | Rodolf | Rodolf |      |

| 1079 | 1079       | 1105       | 1105        | 1147        | 1147         | 1152         | 1152        | 1167        | 1167       | 1170       | 1170 |
|      | Frederic I | Frederic I | Frederic II | Frederic II | Frederic III | Frederic III | Frederic IV | Frederic IV | Frederic V | Frederic V |      |

| 1170 | 1170        | 1191        | 1191      | 1196      | 1196    | 1208    | 1208   | 1212   | 1212         | 1216         | 1216     | 1235     | 1235      | 1254      | 1254     | 1268     | 1268 |
|      | Frederic VI | Frederic VI | Conrad II | Conrad II | Felip I | Felip I | Otó IV | Otó IV | Frederic VII | Frederic VII | Enric II | Enric II | Conrad IV | Conrad IV | Conrad V | Conrad V |      |

| #90cfcf Bucàrdides (blau fosc) — | #afffff Otonians (blau clar) — | #90ee90 Conradians (verd clar) — | #bfcf90 Babenberg (verd fosc) — | #ffff90 Hohenstaufen (groc) |